# 猪名川天文台
猪名川天文台（いながわてんもんだい）は、兵庫県川辺郡猪名川町にある公開天文台である。

## 利用案内[1]

### 開館日
毎週木・金・土・日および祝日

### 開館時間
13:30～21:30(受付終了20:30)

### 入館料
200円(中学生以下無料)

## 機材

### プラネタリウム[2]
- MEDIAGLOBE-Ⅲ（コニカミノルタプラネタリウム製）
- ドーム径 5m
- 座席 無し

### 望遠鏡[3]
- 50cm赤道儀式反射望遠鏡(西村製作所製)
- 15cm屈折式望遠鏡(西村製作所製)
- 10cm屈折式望遠鏡(西村製作所製)